# 1. ŽNL Vukovarsko-srijemska
1. ŽNL Vukovarsko-srijemska je šesti stupanj nogometnih natjecanja u Hrvatskoj. U ovoj ligi prvoplasirani klub prelazi u viši razred – Međužupanijsku nogometnu ligu Osijek – Vinkovci, dok posljednja tri ispadaju u 2. ŽNL lige nogometnih središta: NS Vinkovci, NS Vukovar i NS Županja. Klubovi koji nastupaju u ovoj ligi su s područja Vukovarsko-srijemske županije. U 1. ŽNL VS trenutačno nastupa 16 klubova.

### Klubovi u 1. ŽNL Vukovarsko-srijemskoj u sezoni 2024./25.
| Klub            | Mjesto               |
| --------------- | -------------------- |
| NK Borac        | Drenovci             |
| NK Borinci      | Jarmina              |
| NK Bršadin      | Bršadin              |
| NK Budućnost    | Šiškovci             |
| NK Croatia      | Bogdanovci           |
| NK Frankopan    | Rokovci-Andrijaševci |
| HNK Fruškogorac | Ilok                 |
| NK HAŠK Sokol   | Stari Jankovci       |
| NK Lovor        | Nijemci              |
| HNK Mitnica     | Vukovar              |
| NK Mladost      | Cerić                |
| NK Negoslavci   | Negoslavci           |
| NK Sinđelić     | Trpinja              |
| NK Slavonac     | Gradište             |
| NK Slavonac     | Komletinci           |
| NK Sloga        | Borovo               |

## Povijest
Velika promjena dogodila se 1998. godine, odnosno u sezoni 1998./99., kada su u županijska natjecanja uključeni klubovi iz Podunavlja (iz mjesta s pretežito srpskim stanovništvom) nakon Mirne reintegracije, koji su se do tada natjecali u Prvenstvu Srijemsko-baranjske oblasti.
Do sezone 2000./01. 1. ŽNL Vukovarsko-srijemska bila je podijeljena u dvije skupine ("A" i "B"), a prvaka i plasman u viši razred odlučivao je međusoban susret pobjednika skupina. Od sezone 2001./02. 1. ŽNL jedinstvena je i pobjednik se izravno plasirao u viši razred. Tako je bilo do ukidanja Međužupanijske lige Osijek – Vinkovci, tj. do sezone 2014./15.

### Dosadašnji pobjednici od sezone 1995./96.
| Sezona           | Razred | Prvak                        |
| ---------------- | ------ | ---------------------------- |
| 1995./96.        | 4.     | NK Bedem Ivankovo            |
| 1996./97.        | 4.     | NK Tomislav Cerna            |
| 1997./98.        | 4.     | NK Slavonac Komletinci       |
| 1998./99.        | 4.     | NK Lokomotiva Vinkovci       |
| 1999./2000.      | 4.     | NK Zrinski Asteroid Bošnjaci |
| 2000./01.        | 4.     | NK Tomislav Cerna            |
| 2001./02.        | 4.     | NK Lovor Nijemci             |
| 2002./03.        | 4.     | NK Borac Bobota              |
| 2003./04.        | 4.     | NK Vuteks Sloga Vukovar      |
| 2004./05.        | 4.     | NK Šokadija Stari Mikanovci  |
| 2005./06.        | 4.     | NK Sladorana Županja         |
| 2006./07.        | 5.     | NK Bedem Ivankovo            |
| 2007./08.        | 5.     | NK Fruškogorac Ilok          |
| 2008./09.        | 5.     | NK Zrinski Tordinci          |
| 2009./10.        | 5.     | NK Mladost Antin             |
| 2010./11.        | 5.     | NK Bedem Ivankovo            |
| 2011./12.        | 5.     | NK Slavonac Gradište         |
| 2012./13.        | 5.     | NK Vrbanja                   |
| 2013./14.        | 5.     | NK Mladost Vođinci           |
| 2014./15.        | 6.     | NK Šokadija Babina Greda     |
| 2015./16.        | 5.     | NK Dilj Vinkovci             |
| 2016./17.        | 5.     | NK Otok                      |
| 2017./18.        | 5.     | NK Dilj Vinkovci             |
| 2018./19.        | 5.     | NK Dilj Vinkovci             |
| 2019./20. ↓19/20 | 5.     | NK HAŠK Sokol Stari Jankovci |
| 2020./21.        | 5.     | NK Tomislav Cerna            |
| 2021./22.        | 5.     | NK Mladost Cerić             |
| 2022./23.        | 6.     | NK Nosteria Nuštar           |
| 2023./24.        | 6.     | NK Mladost Vođinci           |

Kategorija:1. ŽNL Vukovarsko-srijemska 

Kategorija:Sezone četvrtog ranga HNL-a 

Kategorija:Sezone petog ranga HNL-a 

Kategorija:Sezone šestog ranga HNL-a 

Napomene: 

↑19/20  – u sezoni 2019./20. prvenstvo prekinuto nakon 16. kola zbog pandemije COVID-19 u svijetu i Hrvatskoj